# Zamach w Dżakarcie (2009)
Zamach w Dżakarcie miał miejsce 17 lipca 2009 roku. W jego wyniku śmierć poniosło 9 osób, 53 zostały ranne. Ładunki wybuchowe eksplodowały jednocześnie w dwóch luksusowych hotelach. Ofiary to w większości cudzoziemcy.

## Szczegóły zamachu
Wybuch miał miejsce kilkanaście minut przed godziną ósmą czasu miejscowego. W odstępie kilku minut eksplodowały ładunki wybuchowe w położonych obok siebie hotelach JW Marriott i Ritz-Carlton w biznesowej dzielnicy Dżakarty – Kuningan. Hotele te są jednymi z najdroższych w stolicy Indonezji, często zatrzymują się w nich zagraniczni biznesmeni i turyści. Fronty budynków zostały całkowicie zniszczone.
Minister do spraw bezpieczeństwa Indonezji poinformował, że w hotelach wybuchły bomby o dużej mocy. Prezydent kraju – Susilo Bambang Yudhoyono – określił wydarzenie mianem „aktu terroru”, natomiast przewodniczący parlamentarnej komisji ds. bezpieczeństwa Theo Sambuaga oświadczył, że co najmniej jeden zamachowiec-samobójca uczestniczył w zamachach. Powiedział również, że jest on wśród ofiar śmiertelnych (później potwierdzono także udział i śmierć drugiego).
W Marriocie znaleziono także jeden nie zdetonowany ładunek.

## Skutki zdarzenia
Zamach spowodował olbrzymie korki w śródmieściu, ponieważ policja nałożyła blokadę rejonu obu hoteli. Dość poważnie ucierpiała fasada hotelu Ritz-Carlton, ulica została zasłana odłamkami potłuczonego szkła.
Wkrótce po eksplozjach pojawiły się doniesienia o wybuchu samochodu-pułapki w północnej części miasta. Zostały jednak zdementowane przez policję, która oświadczyła, że wybuch nie był spowodowany przez bombę.
Z powodu zdarzenia, swój przyjazd do Dżakarty, odwołał klub Manchester United.

## Odpowiedzialni za zamach
O zorganizowanie zamachu oskarżana była początkowo regionalna organizacja ekstremistów islamskich – Dżemaja Islamija, powiązana ściśle z Al-Ka’idą Osamy bin Ladena, która dąży do utworzenia wyznaniowego państwa islamskiego w Azji południowo-wschodniej, złożonego z Indonezji, Malezji, Singapuru, sułtanatu Brunei, południa Filipin oraz Tajlandii. Dżemaja Islamija ma na swoim koncie m.in. zamach bombowy z 2002 roku, dokonany na wyspie Bali (także sposób przeprowadzenia obu ataków był podobny). Zginęły wówczas 202 osoby, w większości cudzoziemcy.
Niedługo po zamachu indonezyjska policja potwierdziła, że odpowiedzialność za wydarzenia w hotelach ponosi Dżemaja Islamija. Dowodem na to był laptop, znaleziony w pokoju hotelu Ritz Carlton, należący do jednego z terrorystów, który wysadził się w powietrze. Zawierał on kody i informacje, których mogli użyć zamachowcy do komunikacji, podczas planowania ataku. Także rzecznik dżakarckiej policji potwierdził, że obaj zamachowcy byli aktywnymi członkami Dżemaji Islamiji.
Kilka dni po zamachu udało się zidentyfikować jednego z terrorystów – 35-letniego Nur Saida. Był on zameldowany w pokoju 1808, na 18. piętrze hotelu Marriott. Znaleziono tam materiały wybuchowe i dokumenty wraz z listą miejsc i osobistości, mających stać się celem kolejnych ataków.
W poniedziałek rano indonezyjska policja zabrała na posterunek rodziców Nur Saida, zamieszkałych we wsi Katekan na Jawie Centralnej. Media podają, że chodziło, być może, o pobranie próbek DNA, mogących pomóc w identyfikacji zwłok.
Nur Said w 1995 roku został absolwentem znanej w Indonezji szkoły koranicznej – Ngruki w Solo w centrum Jawy. Później pracował jako nauczyciel Koranu w mieście Semarang. Rodziny nie odwiedzał od 10 lat. Szkoła w Ngruki w Solo, dysponująca internatem, jest prowadzona przez duchownego Abu Bakara Baszira. Uczyło się tu wielu późniejszych działaczy organizacji Dżama’a Islamijja.

## Nawiązanie do innego ataku
Podobny zamach miał miejsce 5 sierpnia 2003 roku. Celem ataku także wówczas był hotel Marriott. Śmierć poniosło wtedy 12 osób. Do tamtego zamachu przyznała się organizacja islamskich ekstremistów – Dżama’a Islamijja (Wspólnota Islamska), która była podejrzewana także o zorganizowanie tego ataku, co potwierdziło się w dalszym śledztwie.

## Narodowości ofiar zamachu
| Kraj          | Liczba ofiar |
| ------------- | ------------ |
| Australia     | 3            |
| Indonezja     | 3            |
| Holandia      | 2            |
| Nowa Zelandia | 1            |
| Razem         | 9            |